# Hondryches
Hondryches is een geslacht van vlinders van de familie spinneruilen (Erebidae), uit de onderfamilie Calpinae.

## Soorten
- H. ambrensis (Viette, 1972)
- H. avakubi Holland, 1920
- H. efulensis Holland, 1920
- H. gueneei (Viette, 1966)
- H. incertana (Viette, 1958)
- H. nigriciliata Hampson, 1910
- H. odontographa Gaede, 1939
- H. phalaeniformis (Guenée, 1852)
- H. problematica (Viette, 1958)
- H. tessemanni Gaede, 1939
- H. tessmanni Gaede, 1939